# Cheltenham Festival
Het Cheltenham Festival is een jaarlijks steeplechase-evenement voor renpaarden en is een van de meest prestigieuze evenementen op de springkalender. De beste Britse en Ierse getrainde paarden racen tegen elkaar, iets wat gedurende het seizoen zelden voorkomt.
Het evenement vindt jaarlijks plaats op Cheltenham Racecourse in Cheltenham, Gloucestershire. Vanwege de afkomst van de paarden en omdat het vaak samenvalt met St. Patrick's Day, zijn er altijd veel Ierse bezoekers.
Over de vier dagen van het festival wordt er voor honderden miljoenen euro's ingezet door bezoekers maar ook door miljoenen mensen via internet en de wedkantoren. In de laatste rechte lijn naar de finish worden de paarden dan ook toegeschreeuwd door het publiek.
Het eerste festival werd in 1902 gehouden op Prestbury Park, Cheltenham. De Gold Cup is de belangrijkste race van het festival en bestaat sinds 1924. In 2001 werd het festival eenmalig afgelast vanwege de uitbraak van mond-en-klauwzeer.
Er zijn 24 races in totaal verspreid over vier dagen met een groot aantal Groep 1 races getiteld: The Champion Bumper, Triumph Hurdle, Supreme Novices' Hurdle, Ballymore Properties Novices' Hurdle, Arkle Challenge Trophy, Royal & SunAlliance Chase, Champion Hurdle, World Hurdle, Queen Mother Champion Chase en de belangrijkste race: de Cheltenham Gold Cup.

## Kritiek
De afgelopen jaren is er meerdere keren kritiek geuit op het festival vanwege het hoge aantal fatale blessures waardoor paarden moesten worden afgemaakt. In 2006 stierven elf paarden vanwege blessures die ze opliepen tijdens de race. In reactie daarop haalde de organisatie een aantal gevaarlijke obstakels weg. In 2007 werden twee paarden afgemaakt.